# Argyresthia lamiella
Argyresthia lamiella is een vlinder uit de familie van de pedaalmotten (Argyresthiidae). De wetenschappelijke naam van de soort werd in 1965 gepubliceerd door Bradley.